# European Programme for Integration and Migration
European Programme for Integration and Migration (EPIM) ist eine Finanzierungsgesellschaft von 25 Stiftungen. Der Gesellschaft steht 2019 Sahar Yadegari von der Adessium Foundation als Chairman vor. Als Aufgabe gibt die Gesellschaft an, man bündle Ressourcen und Wissen von Stiftungen, um die Rolle der Zivilgesellschaft beim Bau humaner und nachhaltiger Antworten auf Migration zu stärken, basierend auf Europas Verpflichtung zu den Universalen Menschenrechten und sozialer Gerechtigkeit.

## Finanzierung
EPIM gab 2019 diverse Stiftungen als Partner an, insgesamt sollen 25 Stiftungen das Netzwerk finanzieren:
- Adessium Foundation
- Aga Khan Foundation
- Robert Bosch Stiftung
- King Baudouin Foundation
- Barrow Cadbury Trust
- Fondation de France
- Calouste Gulbenkian Foundation
- Charles Léopold Mayer Foundation (FPH)
- Charles Stewart Mott Foundation
- Fondation Abbé Pierre
- Oak Foundation
- Open Society Foundations
- Joseph Rowntree Charitable Trust
- Compagnia die San Paolo
- Stichting Porticus
- Sigrid Rausing Trust

## Projekte
EPIM veröffentlicht regelmäßig sogenannte „Policy Updates“ in denen die Aktivisten migrationspolitische Entwicklungen innerhalb der Europäischen Union kritisch begleiten.
EPIM sucht und benennt potentiell lohnende und innovative Integrationsprojekte in Europa und veröffentlicht dazu entsprechende Berichte. Für 2019 werden etwa 95 Projekte vorgestellt.
Zu den unterstützten Projekten gehörte 2019 neben anderen ein Projekt der Stiftung Bürgermut und der Bertelsmannstiftung zur Arbeit mit unbegleiteten minderjährigen Flüchtlingen. EPIM unterstützt auch die Organisation European Council on Refugees and Exiles.